# Focatico
Il focatico, o fuocatico, era un'imposta applicata su ciascun fuoco, o focolare, cioè su ciascuna abitazione di un gruppo familiare, o su ciascun fumante se l'abitazione comprendeva più gruppi familiari.
Ebbe vasta diffusione nell'Europa medievale e moderna.
Nel Regno di Napoli fu istituita da Carlo I D'Angiò nel 1263. Tale imposta rimase con vicende alterne in vigore per lungo tempo, ultimamente con la denominazione di imposta di famiglia.
Nell'Ottocento il focatico, nel contado, era associato alla "tassa bestiami".
Nella primavera di ogni anno, ogni comune inviava alle singole Magistrature Comunitarie le consuete stampe occorrenti a compilare le operazioni di focatico e di bestiami. Entro il 30 giugno venivano inoltrate le scritture, alla fine di agosto venivano rispedite alla Rappresentanza Comunitaria, con il foglio di riparto approvato per detta tassa, mentre i ruoli venivano passati all'Esattore Comunale dalla Legazione per la riscossione da farsi entro date prefissate.
Il ruolo era composto da tre categorie, la prima facente riferimento al solo fuoco, la seconda considerava la terra coltivata e la terza la classe di reddito nella quale era catalogata la famiglia a seconda delle proprie caratteristiche.
I fuochi erano conteggiati per capifamiglia, quindi unità familiari anche di grande dimensione, e per subalterni, cioè serventi che erano presso una famiglia a lavorare senza per altro farne parte.
La seconda categoria classificava i terreni coltivati misurati secondo l'unità di misura vigente nel Comune, normalmente la superficie di terreno utilizzato per seminarvi una prefissata quantità di seme della coltivazione principale nella zona.
La terza categoria era determinata in base al reddito totale stabilito secondo il tenore di vita della famiglia intera.
Non tutti i contribuenti erano inseriti nella terza categoria e quindi assoggettati a tale imposizione, che risultava pertanto una sovrattassa per i più abbienti. Dando luogo, per altro, ad evasioni e ad esenzioni concesse a favore di certe famiglie o gruppi di individui che abitavano nei comuni più importanti e avevano in essi cariche pubbliche di particolare importanza (senatori, notai, clero, ecc.).

## In Francia
Il feu fiscal francese ebbe origine comune col focatico medievale, poi evolutosi in maniera autonoma, anche all'interno della stessa Francia.

## In Italia
Il "fuocatico" fu inizialmente abolito con regio decreto legge del 30 dicembre 1923, ma le enormi difficoltà che i comuni incontrarono nel trovare risorse compensative, indussero il Governo a reintrodurre temporaneamente il fuocatico con la denominazione di "imposta di famiglia" mediante il regio decreto legge del 23 maggio 1924.
Il Testo unico di riforma della finanza locale del 14 settembre 1931 mantenne in vigore l'imposta di famiglia, applicandola però solo alle ultime tre classi demografiche comunali (per i comuni con popolazione inferiore ai 30 000 abitanti). Gli altri comuni avevano invece la facoltà di istituire l'imposta sul valore locativo.
Il "nuovo" fuocatico fu definitivamente abrogato con la riforma tributaria del 1974.